# Asian Dub Foundation
(Asian Dub Foundation, Dub mentality)
Gli Asian Dub Foundation sono un gruppo britannico di musica elettronica formato da componenti di origine asiatica. Sono diventati famosi a livello internazionale grazie alla loro capacità di tenere insieme sonorità eterogenee, da quelle elettroniche e reggae, ai ritmi tradizionali indiani, oltre che per il loro impegno politico e sociale.

## Storia del gruppo

### Origini
Il nucleo originario del gruppo si è formato a Londra, nel 1993. In occasione di una serie di corsi diretti all'insegnamento dei concetti base della musica ad un gruppo di ragazzi asiatici, il bassista Aniruddha Das e il DJ John Ashok Pandit incontrano un giovane rapper bengalese di 14 anni, Deeder Saidullah Zaman. Decidono di formare un sound system, chiamandolo Asian Dub Foundation. I tre decidono di utilizzare degli pseudonimi nella loro attività artistica: Das utilizza il soprannome Dr. Das, Pandit sceglie Pandit G, e Zaman diventa Master D.
Nel 1994 si aggrega al gruppo il chitarrista James Chandra Savale (Chandrasonic). Con questi quattro componenti il gruppo abbandona in parte la forma del sound system per diventare un gruppo musicale vero e proprio e registra il suo primo EP, Conscious. Il disco, uscito in un momento di forti tensioni anti-asiatiche in Inghilterra, ottiene molta attenzione per le tematiche affrontate (la ferma condanna del razzismo) e per le sonorità, influenzate da una molteplicità di generi, dall'ambient al punk alla musica tradizionale bengalese.

### 1995-1999: un crescente successo
Nel 1995 si unisce al gruppo Sanjay Gulabhai Tailor (Sun-J), come DJ e addetto al campionatore. Si forma così la prima formazione "completa" del gruppo, e nello stesso anno esce il primo album, Facts and Fictions: l'album non riscuote molto successo in patria, ma è apprezzato invece in Francia. Per questo motivo, nel 1997, il loro secondo album R.A.F.I. viene distribuito solo sul mercato francese. Nel 1997 inoltre vengono scelti dai Primal Scream per aprire i loro concerti. Grazie alla maggiore attenzione ricevuta dai media britannici, l'anno successivo il disco viene distribuito anche in Gran Bretagna, con l'aggiunta di alcune tracce ed il titolo Rafi's Revenge. Nello stesso anno viene distribuito in Francia il disco Conscious Party, contenente brani live di Rafi's Revenge ed alcuni remixes effettuati dall'Asian Dub Foundation Sound System.
Grazie anche ad una serie di apparizioni nei maggiori festival live europei, il gruppo aumenta la sua notorietà. Arriveranno a suonare anche al festival giapponese Fuji Rock, e nell'autunno 1998 si esibiranno come gruppo di spalla ai concerti tenuti dai Beastie Boys nel loro tour in Stati Uniti e Canada. Nel 1999 tornano nel continente nordamericano con un loro tour.

### 2000: nuova formazione
Nel marzo del 2000 esce Community Music; l'album ha questo titolo in onore del luogo dove avvenne il primo incontro tra i fondatori del gruppo, il London Community Music Center. Nello stesso anno, la band continua le sue esibizioni live in Europa, con una "parentesi" a Singapore, in Australia ed in Nuova Zelanda. Nella parte finale del tour europeo vengono progressivamente introdotti nuovi membri: i cantanti Afjal Miah (MC Spex) e Akhtar Ahmed (Akhtarvator), il percussionista Pritphal Rajput (suonatore di tabla e dhol, chiamato Cyber) e il batterista Rocky Singh (Rock i.D.). Zaman lascia ufficialmente il gruppo alla fine di un concerto, nel capodanno del 2001, per occuparsi a tempo pieno della lotta per i diritti civili delle minoranze.

### 2002: il passaggio allaVirginedEnemy of the Enemy
Nel giugno del 2002 uno dei fondatori del gruppo, John Pandit, viene insignito del titolo di "Membro dell'Ordine dell'Impero Britannico" (MBE, Member of the Order of the British Empire) per le attività sociali portate avanti dal gruppo e dalle associazioni culturali ed educative fondate dai suoi membri. Ma Pandit rifiuta l'onorificenza, affermando: "Se si vuole riconoscere il merito di progetti come Community Music, il lavoro che queste organizzazioni svolgono, allora che si finanzino".
Nello stesso anno gli Asian Dub Foundation terminano il contratto con la loro etichetta storica, la London Records (etichetta che controlla la FFRR Records). Trovano rapidamente un accordo di distribuzione con la sezione francese della Virgin Records (che aveva già distribuito, in passato, R.A.F.I. e Conscious Party) e, per la produzione, con la On-U Sound Records. L'apporto del proprietario della On-U, Adrian Sherwood, porta all'uscita, nel marzo 2003, dell'album Enemy of the Enemy. Questo album ospita collaborazioni con altri importanti esponenti della scena musicale mondiale, come Sinéad O'Connor, il chitarrista dei Radiohead Ed O'Brien, e la cantante Sonia Mehta. Sempre nel 2003, il 9 agosto, il gruppo si esibisce a Larzac, in Francia, ad un evento di protesta contro le politiche del WTO organizzato dalla Confédération Paysanne di José Bové, si stima davanti a 300 000 persone. Nel 2004 lasciano il gruppo uno degli MC, Akhtar Ahmed, ed il batterista Rocky Singh.

### Dal 2005 ad oggi:TankePunkara
Nel 2005 esce l'album Tank, al quale partecipa anche il rapper James G. White (Ghetto Priest), che entra nei concerti successivi nella line-up del gruppo. Nel marzo 2006 il fondatore Dr. Das annuncia la sua uscita dal gruppo, e viene sostituito al basso da Martin Savale (il quale adotta come pseudonimo Babu Storms). Nel 2007, dopo l'uscita di una raccolta (Time Freeze 1995-2007) ed un improvviso cambio nella composizione del gruppo (con la separazione da MC Spex e Ghetto Priest, il ritorno di Aktarvator e l'introduzione di un altro cantante, Al Rumjen), gli Asian Dub Foundation incidono tra novembre e dicembre la tracce del nuovo album, Punkara, che esce in Giappone nel marzo del 2008 e in Europa nell'ottobre del 2008. Tra le collaborazioni all'interno dell'album, spiccano quelle di Iggy Pop e di Eugene Hütz, frontman dei Gogol Bordello. Nel 2009 aprono le 5 date italiane del tour internazionale del famosissimo gruppo ska spagnolo Ska-P. Nel febbraio 2010 si esibiscono per beneficenza in una per loro inusuale gara di street dancing a Granada, in Andulusia, organizzata per raccogliere fondi per i terremotati di Haiti e vinta dall'artista locale Mauruz.
Il 1º maggio 2010 partecipano al Concerto del Primo Maggio in piazza San Giovanni a Roma continuando il loro impegno alla lotta al razzismo.

### Il 2015 è l'anno di More Signal More Noise
Il 10 luglio 2015 esce l'album More Signal More Noise, anticipato dall'uscita del singolo Zig Zag Nation. Questo nuovo lavoro raccoglie gli elementi più raffinati delle sessioni del producer Adrian Sherwood che si amalgamano con le nuove registrazioni, scatenando una festa punk/dub da far tremare i pavimenti. Una prima versione del disco è uscita in Giappone nel luglio 2013 dal titolo "The Signal e The Noise". I live del disco in Giappone erano esibizioni spettacolari che hanno affascinato il pubblico e hanno dato nuovo impulso alle canzoni. Di qui la decisione di ri-registrare l'album in modo più teso e più duro. L'intero album è stato registrato in soli tre giorni e mixato in altri tre. Un risultato raggiunto anche perché il gruppo ha registrato senza breakbeat predisposti, tutto dal vivo e con il minimo di sovra-incisioni. More Signal More Noise segna anche il ritorno nella formazione di due membri storici del gruppo, il cantante di origini giamaicane Ghetto Priest e il bassista Dr Das mentre alla batteria Brian Fairbairn (già nei Prodigy) entrerà a far parte della line-up ufficialmente da Aprile 2015.

## Tematiche
(Asian Dub Foundation, Fortress Europe)
Il gruppo, sin dalle prime apparizioni, ha scelto di trattare argomenti politici e sociali rilevanti. I primi concerti avvennero in occasione di manifestazioni in Inghilterra a favore di varie "cause", contro il razzismo ed a supporto delle comunità di immigrati nel Regno Unito. Scorrendo alcuni brani del loro repertorio si trovano alcuni esempi dei loro temi preferiti: la canzone Naxalite (canzone dell'album R.A.F.I.) dedicata al movimento politico indiano dei Naxaliti; Free Satpal Ram (anche questa contenuta in R.A.F.I.), dedicata ad un cittadino britannico di etnia hindi considerato vittima di un abuso giudiziario, e per il quale il gruppo ha guidato un vasto movimento d'opinione per richiedere la revisione del processo, fino alla liberazione di Ram; Fortress Europe, singolo di apertura di Enemy of the Enemy, che attacca le politiche sull'immigrazione dei paesi dell'Unione europea; e Altered Statesman, canzone contenuta in Punkara, dove vengono espresse forti critiche verso i leader dei paesi industrializzati.
Altri esempi del loro impegno si possono riscontrare nei progetti paralleli portati avanti dalla band: nel 2002 suonano in una esibizione a Parigi una colonna sonora live per il film di Mathieu Kassovitz "L'odio"; nel 2004 ripetono la stessa operazione a Brighton per il film di Gillo Pontecorvo "La battaglia di Algeri"; nel 2006 mettono in scena a Londra un'opera teatrale dedicata al leader libico Muʿammar Gheddafi, per la quale il gruppo ha composto le musiche, dal titolo "Gaddafi - a Living Myth".

## Attività sociali
Nel 1998 i componenti del gruppo fondano un'associazione non-profit, la Asian Dub Foundation education (abbreviata in ADFed), con il compito di coordinare le attività educative da offrire in zone disagiate di Londra. Nei workshop tenuti nell'East End sono stati "scoperti" anche Aktarvator e MC Spex, che sono entrati successivamente nel gruppo. Altre attività comprendono l'attivazione di corsi in altre zone del mondo: in particolare, la band stessa ha preso parte alle attività tenute in Brasile nel 2001 ed a Cuba nel 2002.

## Formazione

### Formazione attuale
- Ghetto Priest (voce, 2004-2008, 2012 - attuale)
- Dr. Das (basso, 1993-2006, 2012 - attuale)
- Chandrasonic (chitarra, dal 1994)
- Brian Fairbairn (batteria, dal 2015)
- Aktarvator (voce, 2000-2004; dal 2007)
- Nathan Fluteboxer Lee (flauto traverso/beatbox, dal 2013)

### Ex componenti
- Pandit G (DJ, dal 1993)
- Cyber (percussioni, dal 2000)
- Master D (voce, 1993-2001)
- Rock i.D. (batteria, 2000-2004)
- MC Spex (voce, 2000-2007)
- Babu Storms (basso, dal 2006)
- Al Rumjen (voce, dal 2007)
- Sun-J (DJ, campionatore, dal 1995)

## Discografia

### Album
- 1995 - Facts and Fictions
- 1997 - R.A.F.I.
- 1998 - Rafi's Revenge
- 2000 - Community Music
- 2003 - Enemy of the Enemy
- 2005 - Tank
- 2008 - Punkara
- 2011 - A History of Now
- 2015 - More Signal More qNoise
- 2020 - Access denied

### Raccolte
- 2001 - Frontline 1993-1997: Rarities and Remixes
- 2007 - Time Freeze 1995/2007: The Best of Asian Dub Foundation

### Live
- 1998 - Conscious Party
- 2003 - Live: Keep Bangin' on the Walls